# Galaxy A32 5G
Galaxy A32 5G（ギャラクシー エーサーティーツー ファイブジー）は、サムスン電子が2021年1月に発売したAndroid搭載スマートフォンである。

## 概要
サムスン電子は5G対応スマートフォンの市場には高価格なモデルを投入していた。他メーカーが低価格の5G対応スマートフォンを発売する中で、サムスン電子が初めて低価格帯に投入した5G対応スマートフォンである。
日本ではKDDIが展開するauでのみ取り扱われた。KDDIは5Gの普及のために低価格帯を拡充する中で投入し、2021年2月25日に31,190円（税込）で発売した。日本で発売された本体色はオーサムブラック、オーサムホワイト、オーサムブルーの3種である。

## 仕様
約6.5インチの液晶画面を搭載する。前面のカメラ周りは水滴型に切り欠いている。
背面には4つのカメラを搭載し、それぞれ広角撮影、超広角撮影、マクロ撮影、深度計測の役割を持つ。
発売時のOSバージョンはAndroid 11である。
SoCとしてMediaTekのDimensity 720を搭載する。